# Я буду жить (песня МакSим)
«Я буду жить» — песня, написанная российской певицей МакSим. Композиция была издана, как восьмой и финальный официальный сингл, с её четвёртого альбома «Другая реальность». Премьера песни состоялась 26 мая 2013 года на Love Radio. 31 октября 2013 года был выпущен клип. Релиз на радио состоялся 25 ноября, через систему Tophit.

## Предыстория и релиз
Изначально работа задумывалась не в качестве коммерческого сингла в привычном его понимании, а как социальный проект, главная цель которого — обратить внимание общественности на людей с ограниченными возможностями. Несмотря на сложную проблематику затрагиваемой певицей темы, песню и клип «Я буду жить» выгодно отличает главное качество, присущее всему творчеству МакSим — стремление к новому и желание всегда идти вперед, преодолевая любые трудности. Энергия развития, ставшая основным творческим мотивом для самой МакSим, в полной мере нашла своё воплощение в проекте «Я буду жить».
Слова и музыку песни МакSим написала самостоятельно.
По словам певицы, эта песня является для нее самой любимой из своего репертуара. (Сториз в инстаграм, хайлайтс от 29 января 2021 года).

Я хотела, чтобы песня «Я буду жить» получилась максимально позитивной. Мне кажется, в нашей стране многие люди чувствуют себя одинокими в силу множества навязанных стереотипов и комплексов. Очень часто внутренние рамки, которыми мы ограждаем самих себя от мира, мешают нам сделать что-то важное, простое и доброе для других. Участие в судьбе другого человека, стремление выйти за рамки привычного — это путь, чтобы открыть много нового в самом себе, а иногда и вовсе узнать себя заново.— МакSим
Премьера песни состоялась 26 мая 2013 года на Love Radio. Релиз на радио состоялся 25 ноября, через систему Tophit.

## Видеоклип
Съёмки клипа проходили летом в Москве и Дзержинске.
«Я буду жить» — это, прежде всего, настоящие истории, рассказанные настоящими людьми и именно так, как они сами сочли нужным их рассказать. Главных героев зовут Алёна, Алексей, Дарья и Андрей. Каждый из них находится в инвалидном кресле, в котором они оказались в силу разных обстоятельств. Но главным объединяющим фактором для этих людей стало вовсе не их положение, а стимул жить дальше.
«Я буду жить» — это гимн самой жизни, которая временами сложна и непредсказуема. В ней есть место невзгодам и огорчениям, трагедиям и трудностям, но в то же время, жизнь обязательно наполнена яркими эмоциями, моментами счастья, любовью, радостью — главное это заметить. Героями нового клипа МакSим стали молодые люди с ограниченными возможностями. В документальной истории показано, как эти замечательные ребята умеют жить, стремиться, добиваться, дышать полной грудью и быть счастливыми. Режиссёр видео — Эльдар Асанов.
Клип стал известен еще до выхода из-за скандала который произошел по инициативе одной из участниц клипа (позже отказалась от участия. Публикации в прессе, ток шоу и телепередачи посвященные проблеме: https://life.ru/p/338913 https://www.ntv.ru/novosti/667838/

«Я буду жить» — это социальный проект про людей с ограниченными возможностями, мы не хотели снимать глянцевую картинку, а решили показать реальные истории жизни, почти документальный фильм. Для съёмок клипа мы пригласили несколько человек и на усмотрение режиссёра будет сделан монтаж и выбор героев.— МакSим
31 октября 2013 года был выпущен клип. По состоянию на январь 2018 года, видео на официальном канале певицы на YouTube набрало более 2,7 млн просмотров.

## Список композиций
- Радиосингл[9]

| №  | Название      | Автор(ы)         | Длительность |
| -- | ------------- | ---------------- | ------------ |
| 1. | «Я буду жить» | Марина Максимова | 3:42         |

## Реакция критики
Наталья Югринова из Colta.ru написала, что «в песнях «Ты говоришь» и «Я буду жить» МакSим как будто примеряет на себя интонации старшей коллеги [Земфиры]».
Алексей Мажаев из Intermedia посчитал, что баллады «Это же я», «Так просто» и «Я буду жить» возвращают поклонникам откровенную и трогательную МакSим, но на новом уровне.
На сайте проекта МирМэджи песню «Я буду жить» отметили, как «единственную песню из всего альбома, которая сможет зацепить массы, всё остальное — материал на любителя».

## Чарты
| Страна/территория (Чарт)  | Высшая позиция |
| ------------------------- | -------------- |
| Tophit Общий Топ-100      | 192            |
| Tophit Топ-100 по заявкам | 107            |

## История релиза
| Регион | Дата           | Формат       | Лейбл        |
| ------ | -------------- | ------------ | ------------ |
| СНГ    | 25 ноября 2013 | Радиоротация | Warner Music |